# Frédéric Sylvestre

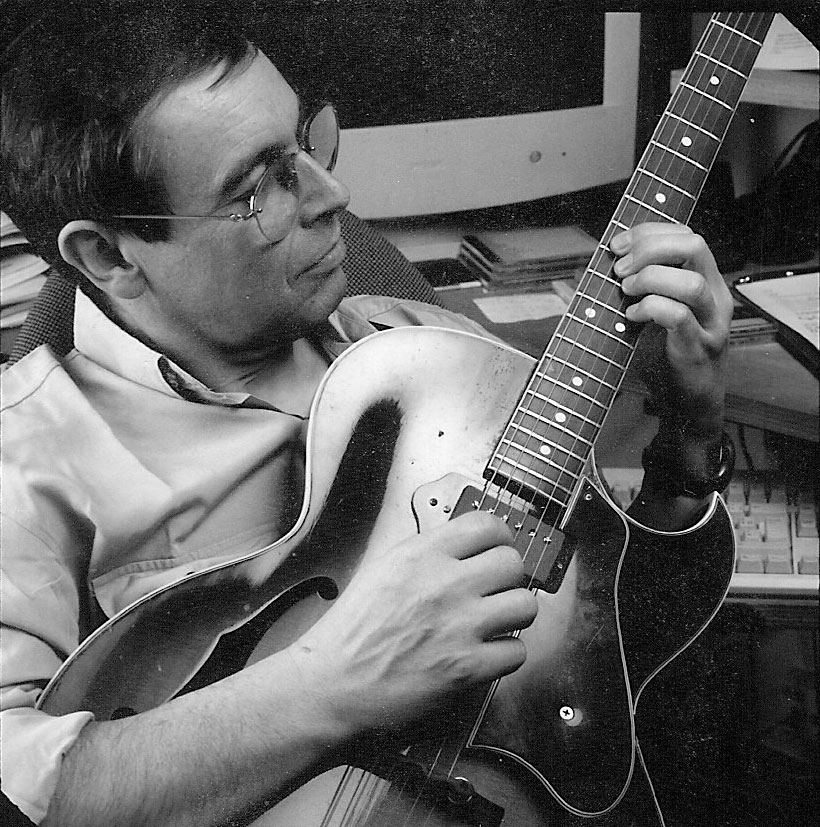
Frédéric Sylvestre

Frédéric Sylvestre (* 3. Juni 1953 in Angoulême; † 27. August 2014 in Paris) war ein französischer Jazzgitarrist, der auch als Komponist und Arrangeur tätig war.

## Leben und Wirken
Sylvestre war von 1974 bis 1979 Mitglied des Dolphin Orchestra von Jean-Pierre Debarbat und der Big Band von Claude Cagnasso. Daneben arbeitete er als Begleiter von Solisten wie Chris Wood, Ted Curson und Jean Claude Fohrenbach. 1979 gründete er ein Trio, dem Jacques Vidal angehörte. Er trat in Konzerten mit Pepper Adams, dem Swing String System von Didier Levallet, Novos Tempos von José Boto, Tânia Maria, Christian Escoudé, Aldo Romano und anderen auf und war Mitglied der Big Bands von Martial Solal und Gérard Marais.
Von 1980 bis 1984 arbeitete Sylvestre in verschiedenen Formationen mit Eddy Louiss. Daneben spielte er mit der Gruppe Guitars Impulsions von Sacha Distel, für die er auch komponierte.
Er gehörte dann dem Trio Gitan und dem Oktett Strings Plus von Christian Escoudé an, spielte regelmäßig mit dem Quartett von Richard Galliano und gab Konzerte mit Marcel Azzola, Lina Bossatti und dem Quintett von Jacques Vidal.
Sylvestre unterrichtete am Konservatorium Erik Satie in Bagnolet. Er starb nach langer Krankheit im August 2014 im Alter von 61 Jahren. Sein Grab befindet sich auf dem Friedhof Père-Lachaise.

## Diskografie
- Five Compact mit der Claude Cagnasso Big Band, 1977
- Prologue mit dem Dolphin Orchestra, 1978
- Olympia Live mit dem Dolphin Orchestra, 1979
- Rencontre mit dem Dolphin Orchestra, 1980
- Premier Grand Cru mit Jacques Vidal, 1980
- 2 + mit Jacques Vidal, 1981
- Hommages mit Jacques Vidal, 1983
- Music Band mit Teddy Lasry, 1983
- Martial Solal, 1984
- Martial Solal Big Band joue André Hodeir, 1984
- Big Band de Guitares de Gérard Marais, 1984
- Dolorès mit Jean-Marc Jafet, 1985
- Trio Live mit Jacques Vidal, 1986
- Capricorne mit Jacques Vidal, 1989
- Gipsy Waltz mit dem Christian Escoudé Oktett, 1989
- Salena Jones sings Cole Porter, 1992
- The European Jazz Guitar Orchestra, mit Louis Stewart, Doug Raney, Maarten van der Grinten, Heiner Franz, Johannes Schaedlich, Herbert Bings, 1993
- Holidays mit Christian Escoudé, 1993
- News of Bop mit dem Jacques Vidal Quintet, 1994
- Trio sur Seine mit Marcel Azzola und Jean-Pierre Baraglioli, 1995
- Traverses mit dem Jacques Vidal Quintet, 1996
- Guitars Unlimited, 1997
- J.S.BACH Transcriptions, 1998
- Ramblin’ mit Jacques Vidal, 1999
- Florin Niculescu, Frédéric Sylvestre, Jacques Vidal, Marcel Azzola, Four Friends 1999[4]
- Gipsy Ballad mit Florin Niculescu, 1999
- Saida mit dem Jacques Vidal Quintet, 2000
- Saga mit Jacques Vidal, Florin Niculescu, Marcel Azzola, 2002
- Le tournis mit Armand Lassagne, 2003
- Valses caprices, 2003
- Sans issue mit dem Jacques Vidal Septett, 2004
- Et après mit Simon Goubert, 2004
- Mingus spirit mit Jacques Vidal, 2007

Lehrmaterial
- Jazz Guitar True Note, Éditions MusiCom Distribution 1987
- Michel Ghuzel, Frédéric Sylvestre 1997, Découvrir la Guitare, Éditions Fabbri 1997: Vidéo Pédagogique 37